# Österforse
Österforse is een plaats in de gemeente Sollefteå in het landschap Ångermanland en de provincie Västernorrlands län in Zweden. De plaats heeft 245 inwoners (2005) en een oppervlakte van 90 hectare. De rivier de Faxälven stroomt door de plaats.

## Verkeer en vervoer
Bij de plaats lopen de Riksväg 87 en Länsväg 331.